# 双葉地方広域市町村圏組合
双葉地方広域市町村圏組合（ふたばちほうこういきしちょうそんけんくみあい）は、福島県双葉郡広野町、楢葉町、富岡町、川内村、大熊町、双葉町、浪江町及び葛尾村の6町2村が設立している一部事務組合。

## 概要

### 事務所

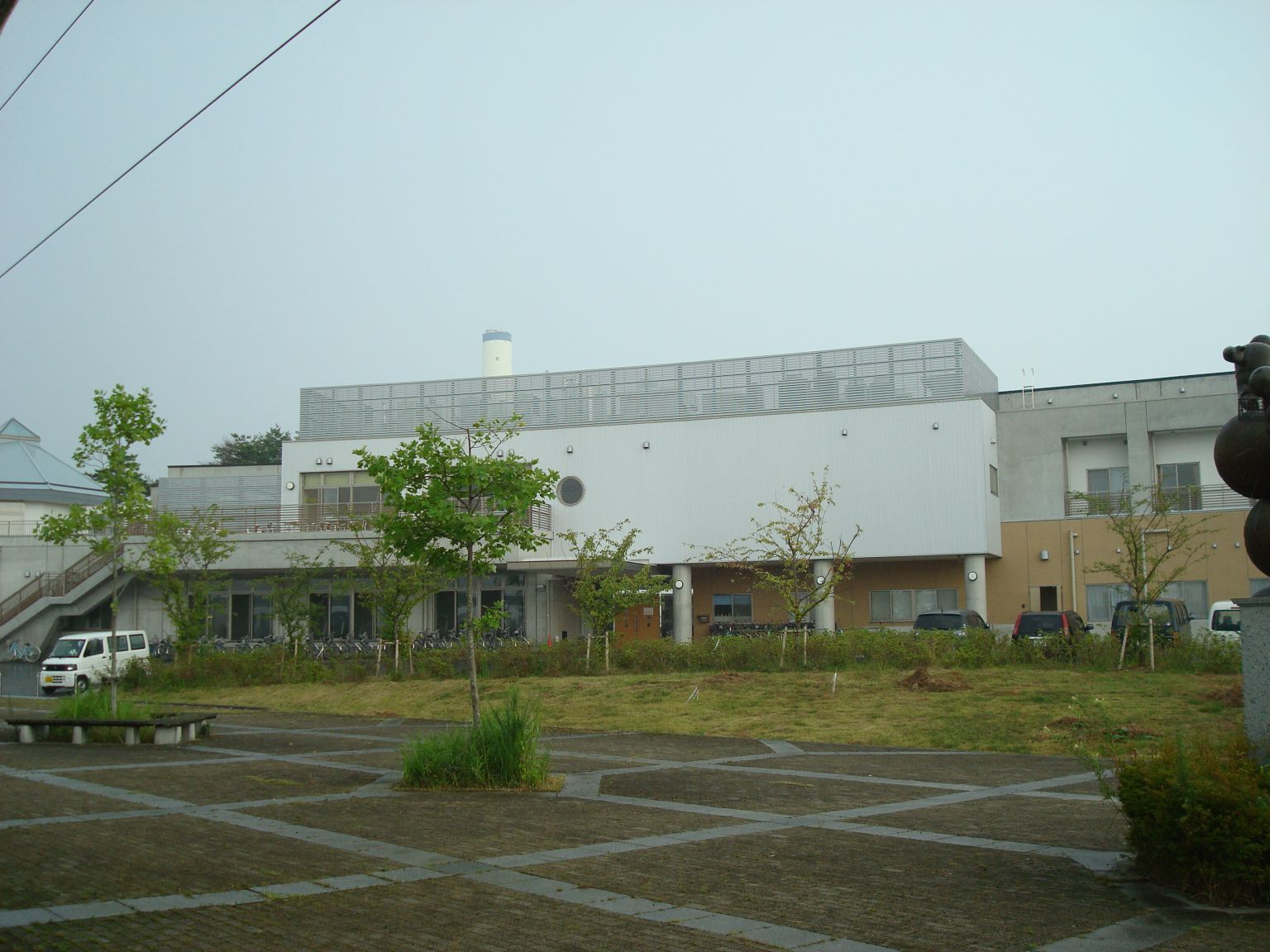
2017年3月31日まで組合事務局の仮事務所が設置されていた広野町サッカー支援センター

- 福島県双葉郡富岡町小浜553-1（双葉地方会館内）
  - 上記の事務所は福島第一原子力発電所事故に伴い、居住制限区域内となったため、区域外に仮事務所を開設し、業務を行っていた。2013年（平成25年）4月1日以降の仮事務所所在地は下記のとおり[1][2]。
    - 福島県双葉郡広野町大字下北迫字二ツ沼44-15（広野町サッカー支援センター内）

  - その後、富岡町域の除染が進行し、居住制限区域の縮小がなされたことに伴い、2017年（平成29年）4月1日より本来の事務所での業務を再開した[3]。

### 主な事務内容
- 消防に関すること（消防団は除く）
- 一般廃棄物（ごみ。し尿）に関すること
- 斎場に関すること
- 双葉地方広域市町村圏計画の策定及び総合調整に関すること
- 共同汚泥焼却施設の設置及び管理運営に関すること（川内村、葛尾村を除く）
- 准看護学院に関すること
- 構成町村に波及する地域振興事業の実施に関すること
- 救急医療対策事業に係る補助金交付に関すること
- 介護認定審査会及び障がい程度区分認定審査会の設置及び運営に関すること
- 地域自立支援協議会の設置及び運営に関すること
- 双葉郡立診療所の設置及び管理に関すること

### 組織
- 組合議会
  - 議員定数：25人（浪江町：4人、浪江町以外の7町村：3人）
- 執行機関
  - 管理者：1人（組合町村の長の互選によるものとする。）
  - 副管理者：7人（管理者以外の組合町村の長をもってこれにあてる。）
  - 会計管理者：1人（職員のうちから管理者が命ずる。）
  - 監査委員：2人（管理者が組合の議会の同意を得て、組合議会議員及び知識経験を有する者のうちからそれぞれ1人を選任する。）

### 施設

#### し尿処理施設
- 双葉環境センター
  - 双葉郡富岡町小良ケ浜字深谷808-1

#### ごみ処理施設
- 南部衛生センター
  - 双葉郡楢葉町大字上繁岡字山神160-2

- 北部衛生センター
  - 双葉郡浪江町大字室原字於喜津4-1

#### 消防本部
- 双葉地方広域市町村圏組合消防本部
  - 双葉郡浪江町大字幾世橋字大添42

#### 准看護学院
- 公立双葉准看護学院（東日本大震災の影響により一時休校となっていたが、南相馬市に仮校舎を建設し、2017年（平成29年）4月より授業を再開）
  - 双葉郡双葉町大字長塚字谷沢町31
  - 仮校舎：南相馬市原町区萱浜字巣掛場45-76

#### 下水処理施設
- 汚泥リサイクルセンター
  - 双葉郡大熊町大字小入野字東大和久183-9

#### 斎場
- 聖香苑
  - 双葉郡双葉町大字鴻草字中の迫1

## 常備消防事務

### 概要
- 消防本部：福島県双葉郡浪江町大字幾世橋字大添42
  - 福島第一原子力発電所事故に伴う警戒区域・居住制限区域の設定により本部庁舎は使用できなくなったため、区域外の仮設庁舎で業務を行っており、2012年10月以降は楢葉分署敷地内の臨時的活動拠点（福島県双葉郡楢葉町大字山田岡字仲丸1-110）に所在している。
  - 2023年2月24日の双葉地方広域市町村圏組合全員協議会で、消防本部と消防指令センター庁舎を、双葉郡富岡町の富岡消防署敷地内に2026年度末までに新設し移転する計画が了承された[4]。
- 管内面積：872.65km2
- 職員数：115人
- 消防署2カ所、分署1カ所、出張所2カ所

- 主力機械　(2024年4月1日現在)
  - 消防ポンプ自動車：4
  - 水槽付消防ポンプ自動車：3
  - 化学消防ポンプ自動車(大型化学車)：1
  - はしご付消防ポンプ自動車（大型高所放水車）: 1
  - 泡原液搬送車：1
  - 大型水槽車：2
  - 救助工作車：1
  - 救急車：7
  - 指揮車：2
  - 資機材搬送車：2
  - 遠距離大量送水システム車:  1
  - 支援車：1
  - 原子力防災車：5
  - 広報車：1
  - 連絡車：2

### 沿革
- 1972年4月 広野町・楢葉町・富岡町・川内村・大熊町・双葉町・浪江町及び葛尾村の6町2村により双葉地方広域市町村圏組合が設立される。
- 1973年
  - 4月 双葉地方広域市町村圏組合消防本部が発足する。浪江消防署・富岡消防署を開設し業務を開始する。
  - 5月 大熊分遣所・楢葉分遣所を開所する。
  - 10月 川内分遣所・葛尾分遣所を開所する。
- 1974年3月 双葉分遣所・広野分遣所を開所する。
- 1979年6月 各分遣所を無人化する。
- 1980年
  - 2月 川内分遣所・葛尾分遣所に職員を配置する。
  - 3月 高所放水車・化学車・泡原液搬送車によって構成される化学車3点セットを富岡消防署に配置する。
- 1983年10月 川内分遣所・葛尾分遣所を川内出張所・葛尾出張所に改称する。
- 1989年4月 川内出張所・葛尾出張所を川内分署・葛尾分署に改称する。
- 1998年4月 楢葉分遣所を楢葉分署に格上げする。
- 2002年
  - 1月 楢葉分署が新庁舎で業務を開始する。
  - 4月 川内分署・葛尾分署を川内出張所・葛尾出張所に改称する。
- 2007年2月 川内出張所が新庁舎で業務を開始する。
- 2011年
  - 3月 東北地方太平洋沖地震に伴う東日本大震災が発生し、管内で最大震度6強の激しい揺れに見舞われるとともに沿岸部に大津波が襲来する。福島第一原子力発電所事故に伴い、発電所から半径20km圏内に避難指示が出されたため、消防本部・富岡消防署・楢葉分署の機能を川内出張所へ、浪江消防署の機能を葛尾出張所へ、人員・車両とともに移転する[5]。
  - 4月 消防本部を、川内出張所に隣接する川内村コミュニティセンター研修室に移設する[5]。
  - 6月 避難指示区域・警戒区域の見直しに伴い、楢葉分署を再開し[5]、富岡消防署・楢葉分署の人員・車両を楢葉分署に再配備する。浪江消防署・葛尾出張所の人員・車両を川内出張所に再移転する[5]。葛尾出張所の消防体制を川内出張所からの派遣体制とする。
- 2012年
  - 3月 配備車両が本来の配備数を大きく上回ることとなった楢葉分署及び川内出張所に、仮設車庫を設置[6]。
  - 4月 川内村の住民帰村開始に備えてコミュニティセンターを返還するため、消防本部を広野町サッカー支援センター内に移転する[5]。
  - 10月 楢葉分署の敷地内に消防本部臨時的活動拠点を開設し、広野町サッカー支援センターから本部を移転する[5]。
- 2013年4月 浪江町役場車庫棟の一室を借用して浪江臨時庁舎を設置し、派遣体制で業務を開始する[5]。
- 2014年
  - 4月 浪江町役場敷地内の「サンシャイン浪江」を借用し、浪江臨時庁舎をここに移転して24時間体制に移行する[5]。
  - 7月 デジタル消防救急無線の運用を開始する[5]。
- 2015年
  - 4月 川内出張所に移転していた浪江消防署の人員・車両を浪江臨時庁舎に再移転する[5]。川内出張所は出張所としての体制に戻る[7]。葛尾出張所の消防体制は固定配置とする[5]。
  - 11月 富岡町消防団第1分団の屯所を借用し、富岡消防署臨時拠点を設置[5]。日中（8時30分-17時）のみ楢葉分署から人員・車両を派遣する体制とする[8]。
- 2016年9月 富岡消防署臨時拠点を24時間常駐体制に移行する[9]。
- 2018年
  - 4月 浪江消防署新庁舎の運用を開始[10]。浪江消防署葛尾出張所新庁舎の運用を開始[10]。
  - 7月 富岡消防署新庁舎での業務を開始[11]。

### 組織
- 本部－総務課、消防課
- 消防署

### 消防署

#### 東日本大震災前
| 消防署     | 住所                              | 分署                                    | 出張所                                 |
| ---------- | --------------------------------- | --------------------------------------- | -------------------------------------- |
| 浪江消防署 | 双葉郡浪江町大字幾世橋字大添45    | なし                                    | 葛尾：双葉郡葛尾村大字落合字落合11     |
| 富岡消防署 | 双葉郡富岡町大字本岡字新夜ノ森588 | 楢葉：双葉郡楢葉町大字山田岡字仲丸1-110 | 川内：双葉郡川内村大字上川内字早渡11-4 |

#### 東日本大震災後（2015年11月以降の体制）
| 消防署             | 住所                                                  | 分署                                    | 出張所                                 |
| ------------------ | ----------------------------------------------------- | --------------------------------------- | -------------------------------------- |
| 浪江臨時庁舎       | 双葉郡浪江町大字幾世橋字芋頭5-2（サンシャイン浪江内） | なし                                    | 葛尾：双葉郡葛尾村大字落合字落合11     |
| 富岡消防署臨時拠点 | 双葉郡富岡町中央2丁目86（富岡町消防団第1分団屯所）    | 楢葉：双葉郡楢葉町大字山田岡字仲丸1-110 | 川内：双葉郡川内村大字上川内字早渡11-4 |

#### 庁舎再整備後
| 消防署     | 住所                            | 分署                                    | 出張所                                 |
| ---------- | ------------------------------- | --------------------------------------- | -------------------------------------- |
| 浪江消防署 | 双葉郡浪江町大字幾世橋字大添45  | なし                                    | 葛尾：双葉郡葛尾村大字落合字落合11     |
| 富岡消防署 | 双葉郡富岡町大字本岡字王塚673-3 | 楢葉：双葉郡楢葉町大字山田岡字仲丸1-110 | 川内：双葉郡川内村大字上川内字早渡11-4 |

- 従来の消防本部・浪江消防署・富岡消防署庁舎は、東日本大震災で被害を受けた上[12]、福島第一原子力発電所事故に伴う避難指示の発令・警戒区域の設定により使用できなくなった[12]ため2011年（平成23年）3月12日以降閉鎖されていた。その後、復興事業の進展に伴い、浪江消防署については現地建て替えにより、富岡消防署については富岡町内での移転新築により、いずれも2018年（平成30年）3月までの整備を計画[13]。2017年5月22日、浪江・富岡両町の新庁舎建設に着手。安全祈願祭と起工式が行われた[14]。新庁舎の完成に伴い、浪江消防署は2018年（平成30年）4月より、富岡消防署は同年7月より、それぞれ新庁舎の運用を開始した[10][11]。